# Elies Barberà Bolinches
Elies Barberà Bolinches (Xàtiva, 1 de maig de 1970) és un poeta i actor valencià.
Llicenciat en Filosofia, després de treballar a Vall-de-roures i Alcoi com a professor, abandonà l'ensenyament i marxà a Barcelona on estudià i es llicencià en Art Dramàtic, per l'Institut del Teatre de Barcelona.
Ha treballat tant la poesia com la narrativa, encara que les publicacions en aquest últim gènere han sigut molt menys nombroses, així tenim que 
com a narrador ha publicat Quaranta contes breus i un llarguíssim poema d'amor (2000) i la novel·la "humorísticoeròticofallera" In Faculis (2013), que fou guardonada amb el Premi Jaume Maspons. Com a poeta ha publicat Mata-rates (i altres vicis) (2003), Equilibrista (2004), Zoo (2006), Aixàtiva, Aixàtiva (2008), Allà on les grues nien (2009), el llibre-cd Ulls, budells, cor (2013), Les Transformacions (versions de Johannes Eyckermann) (2018), Orestes a Newtown (2019), Balada enmig del bosc (2020) i Balena (2024). I com a dramaturg, En la Primavera perpètua, 99% i Popocatépetl coescrita amb Jordi Boixadós.
Com a actor, entre altres obres ha participat, en Phöebon i El Gran Paulo de Tadeus Calinca; Contes estigis o el cabaret dels morts d'Albert Mestres i direcció d'Iban Beltran (2004); La torna de la torna (2005) direcció d'Albert Boadella; Un altre Wittgenstein, sisplau, text i direcció d'Albert Mestres (2009); Músiques de l'Holocaust, amb el Brossa Quartet de Corda; El casament d'en Terregada de Juli Vallmitjana i direcció de Joan Castells (2009); Hazte Banquero (2016) i Realitats Avançades 2 (2018), de Simona Levi Forma part de Teatre de l'Enjòlit. Hi ha participat com a actor en tots els seus muntatges. Hi destaquen: Corrüptia, de Josep Lluís Fitó; Si no ens paguen, no paguem!, de Dario Fo; El setè cel, de Caryl Churchill; i 99%, coescrita amb l'autor luxemburguès Ian De Toffoli.
Darrerament ha participat en dos projectes de teatre verbatim produïts per la Sala La Planeta de Girona junt amb l'actriu i creadora Marta Montiel: No m'oblideu mai (2018), sobre el suïcidi juvenil, i Serà el nostre secret (2020), sobre els abusos sexuals en la infància.
L'obra poètica d'Elies Barberà ha sigut reconeguda en diferents premis que ha obtingut al llarg de la seua carrera com a escriptor.

## Premis[3]
- Premi Senyoriu d'Ausiàs March, 2002 per l'obra "Mata-rates (i altres vicis)"
- Premi Les Talúries, 2004 per l'obra "Equilibrista"
- Premi Ibn Hafadja, 2006 per l'obra "Zoo"
- Premi Ausiàs March de poesia de Gandia, 2009 per l'obra "Allà on les grues nien"
- Premi Jaume Maspons, 2013 per l'obra satírica "In faculis".[1]
- Premi Marc Granell de poesia d'Almussafes, 2018 per l'obra "Orestes a Newtown"
- Premi 25 d'abril Vila de Benissa, 2019 per l'obra "Balada enmig del bosc"
- Premi Pare Colom de teatre, conjuntament amb Jordi Boixadós, per l'obra Popocatépetl[5]